# Vlag van Primorje-Gorski Kotar

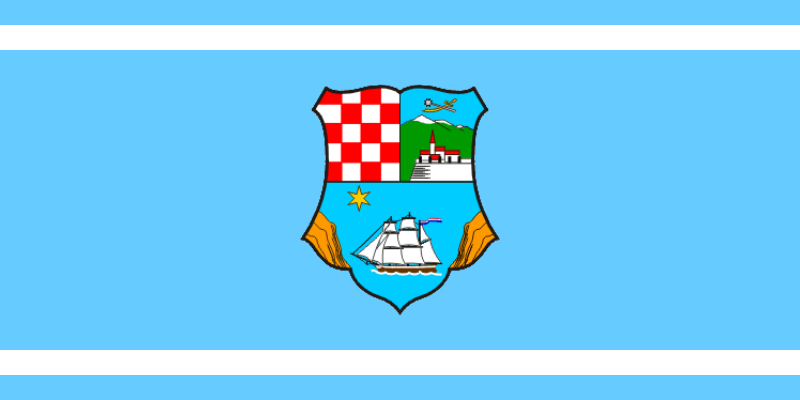
Vlag van Primorje-Gorski Kotar (ratio 1:2)

De vlag van Primorje-Gorski Kotar is lichtblauw met twee witte strepen boven en onder, los van de randen (1:1:12:1:1), met in het midden het provinciewapen. De vlag werd aangenomen in 15 juni 1995. Een dergelijke vlag werd al in de 18de eeuw gebruikt. Het wapen is hetzelfde als het wapen van het district Rijeka van 1786 tot 1886, dat weer gebaseerd was op het wapen van Severin (Oostenrijks-Hongaars gebied rond Rijeka) uit 1778. Het toont de Kroatische blokken; een versterkte stad met daarboven een scepter en kromzwaard (kruislings); een schip tussen twee rotsen - nu met Kroatische vlag, vroeger met Hongaarse vlag.